# Servières-le-Château
Servières-le-Château è un comune francese di 692 abitanti situato nel dipartimento della Corrèze nella regione della Nuova Aquitania.

## Società

### Evoluzione demografica
Abitanti censiti